# Blague
Pour l’article homonyme, voir Blague à tabac.

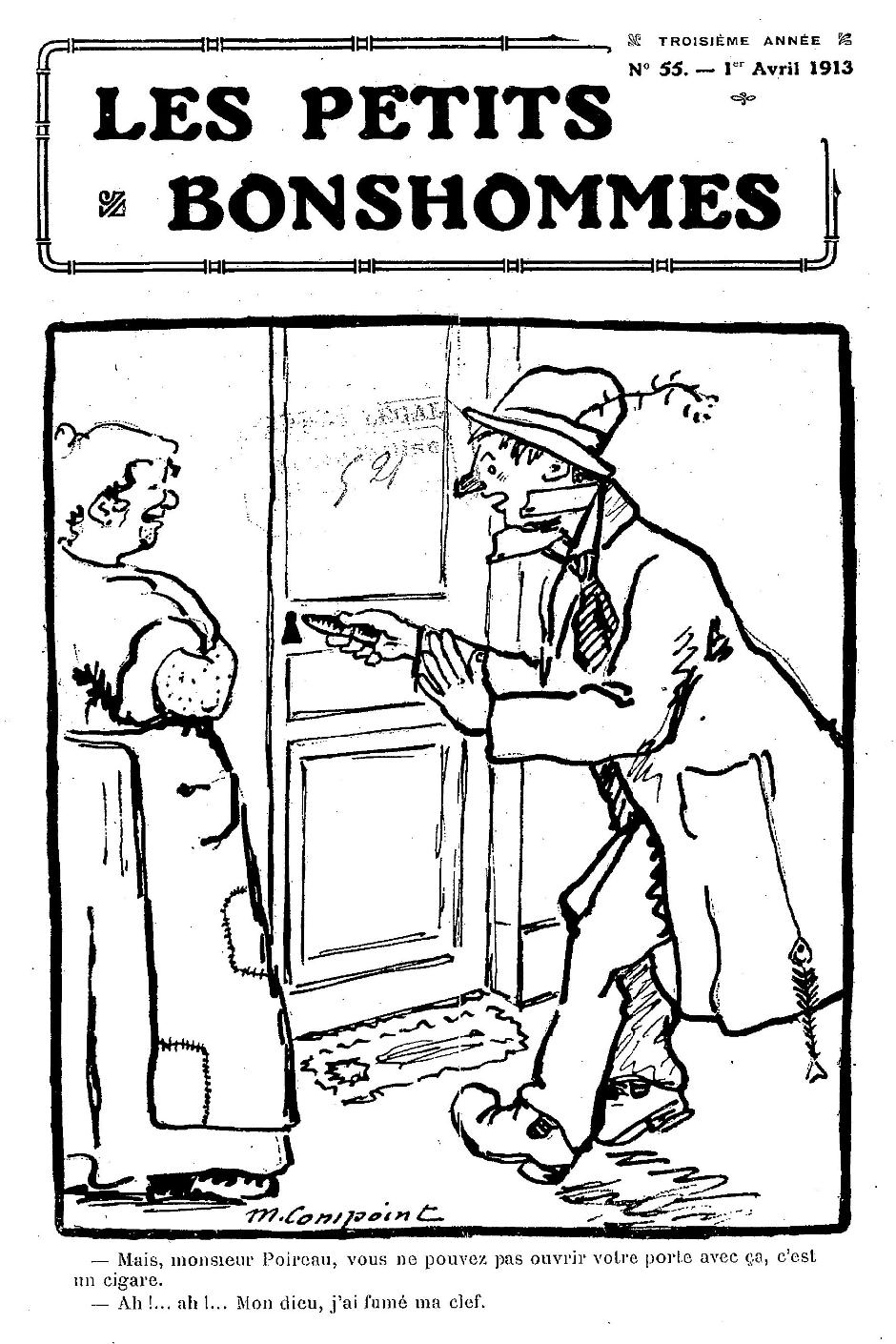
Couverture du journal Les Petits bonshommes (1er avril 1913).

Une blague, aussi nommée histoire drôle ou gag, est une mise en scène sous forme d'histoire ou de devinette, généralement assez courte, qui déclenche le rire.
La blague se décline par sa forme simple en jeux de mots et calembours, devinettes, contrepèteries, etc.

## Étymologie

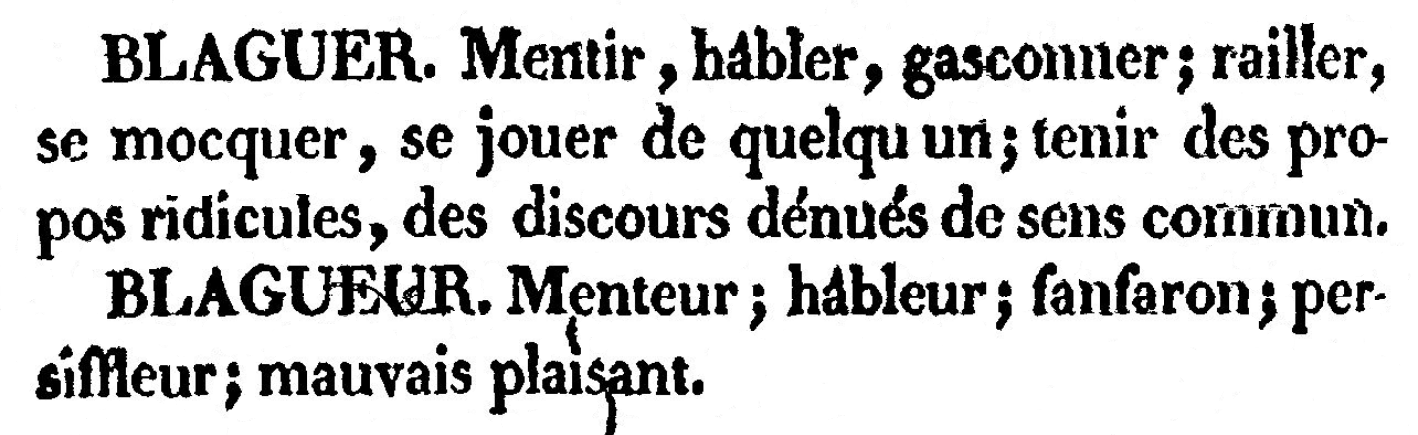
Définitions du Dictionnaire du bas-langage de Charles-Louis D'Hautel (1808).

La blague, largement précédée par la notion de farce, est apparue dans les dictionnaires en 1809 et dans celui de l'Académie française en 1842. Elle tire son nom de la blague à tabac. Ce sont les mots « blagueur » et « blaguer » qui viennent en premier, en 1808, au sens péjoratif de « hâbleur » ou de « plaisantin » ; ce sens figuré est dérivé de la racine étymologique germanique balgi-z signifiant « sac » ou « chose gonflée », entrée dans le français sous la forme blaque (étui à tabac), avant de devenir la source de plusieurs locutions courantes au cours du XIXe siècle, telles que « blague à part » ou « sans blague ! », par évolution sémantique de la blague à tabac gonflée qui fait illusion.
La blague envahit alors les journaux, les caricatures et la littérature. Le roman Les Employés ou la Femme supérieure d'Honoré de Balzac (1838) témoigne de sa diffusion dans le langage des employés parisiens. Balzac est même surnommé « Blaguezac » par Georges Dairnvaell,. Les frères Goncourt surnomment aussi un de leurs personnages La Blague dans Manette Salomon (1867).
Le mot « blague » dérive même en « blagomane » et prend de nombreux sens en partant de mensonge ou hâblerie. Il passe à plaisanterie, causerie ordinaire, habileté oratoire ou encore œuvre littéraire sans valeur.

## Histoire

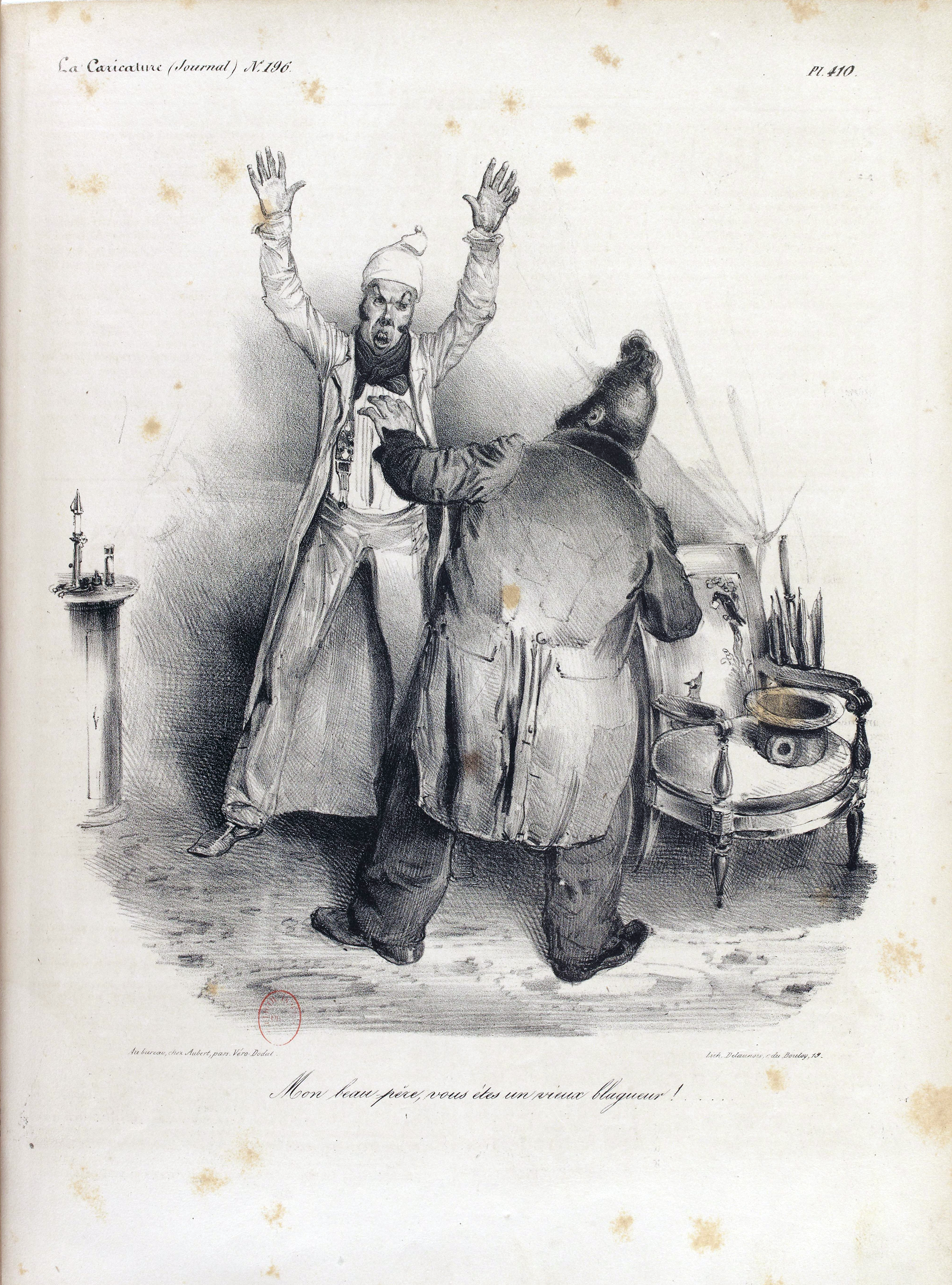
Caricature de Léopold Ier disant à Louis-Philippe Ier : Mon beau-père, vous êtes un vieux blagueur !… (Traviès, 1834).

Issue de la farce théâtrale et de la farce au sens de canular, qui sont des histoires jouées pour faire rire souvent aux dépens de quelqu'un, la blague est simplement racontée : c'est une histoire drôle.
Selon Paul McDonald (en) qui a recherché avec son équipe les plus vieilles blagues du monde et publié dix d'entre elles pour l'université de Wolverhampton, la plus ancienne date de 1 900 ans avant notre ère et a été trouvée dans des textes sumériens : « ça n'était pas arrivé depuis la nuit des temps : une jeune femme s'est retenue de péter sur les genoux de son mari »,.
L'utilisation du mot « blague » dans ce sens serait née sous Napoléon Ier dans le cercle militaire.
C'est le personnage imaginaire Robert Macaire qui représente le blagueur type au XIXe siècle ; le drame burlesque qui porte son nom popularise la réplique de Macaire au baron de Wormspire : « Mon beau-père, vous n'êtes qu'un vieux blagueur ».
Une blague qui a traversé le XIXe siècle est celle du portier chauve rendu fou parce qu'on lui demandait sans arrêt une mèche de cheveux. Apparue en 1821 dans Le véritable Catéchisme poissard ou l'Art de s'engueuler dévoilé par M. Blague-en-main et Mme Gotot, elle est reprise maintes fois dans la presse et la littérature :
Balzac en 1837 (Les Martyrs ignorés), James Rousseau en 1841 (Physiologie de la portière), Eugène Sue en 1843 (Les Mystères de Paris), ou encore Alexandre Dumas en 1861 (Les morts vont vite).
Une pièce sur ce thème a même été créée au théâtre des Variétés en 1837 : Portier, je veux de tes cheveux !, par MM. Cogniard, Deslandes et Didier.
James Rousseau la décrit ainsi : « Le jeune homme se présente fort poliment et en ôtant son chapeau ; le portier rentre dans sa niche pour recevoir cet honnête visiteur, et celui-ci, avec le plus grand sérieux du monde, lui dit : Portier, donne-moi de tes cheveux ou dix sous ! […] Le jeune homme se sauva alors en riant comme un fou, et, au lieu de rentrer chez lui, alla chez un de ses amis, peintre célèbre, auquel il raconta sa scène avec le portier ».

## Définition

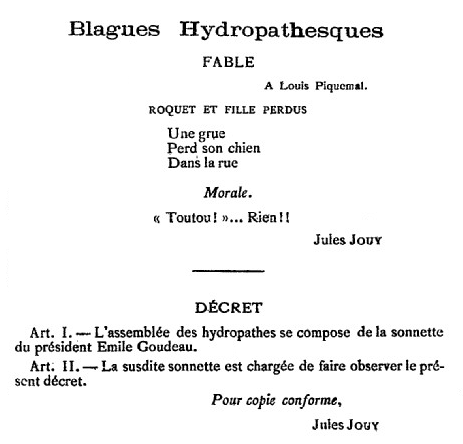
Blagues de Jules Jouy.

Une blague est une petite histoire dont le seul but est de faire rire par une chute inattendue.
Un des premiers théoriciens de la blague, Arthur Schopenhauer, explique son mécanisme par la collision d'un concept abstrait avec sa représentation intuitive, en désaccord.
Henri Bergson définit trois procédés de fabrication : l'inversion, la répétition et l'interférence des séries.
Marcel Pagnol ajoute plus simplement : « Voici maintenant une autre vérité qui est la grande découverte de Bergson, et la marque de son génie : l'homme ne rit que de l'homme, ou d'un animal qui voudrait ressembler à un homme, ou d'un objet qui a une forme humaine ».
L'histoire drôle a une grande dimension sociale : elle doit être partagée, elle peut se raconter entre amis ou collègues, elle permet d'être apprécié. La manière dont l'histoire est racontée est tout aussi importante que son contenu, son effet humoristique dépend beaucoup des qualités du conteur. Il est même possible que la narration de l'histoire soit plus drôle que l'histoire elle-même : Coluche, avec son premier sketch C'est l'histoire d'un mec…, fait rire son public sans raconter aucune histoire.
Ceci étant, les blagues peuvent aussi être écrites et publiées sous forme de livres. 

## Forme
La blague se définit comme un « humour de l'instant », elle est très souvent courte. Elle peut se décliner en de nombreuses formes : devinette, jeux de mots, contrepèteries, farces, bourdes, etc.
Le « jeu des combles » est un cas particulier de devinettes, c'est un jeu d'esprit répandu en France vers la fin du XIXe et au XXe siècle, consistant à poser une question demandant l’indication d'un comble ; par exemple : « Quel est le comble pour le teinturier ? C’est de mourir à la tâche ».
Les comiques insultants (en anglais insult comics), qui insultent les personnes connues et surtout le public lui-même, utilisent aussi l'inconvenance. Aristide Bruant et les chansonniers du Chat noir étaient de tels comiques. Ce type d'humour est encore très utilisé aux États-Unis, où lors de remises de récompenses, un comique insultant peut insulter une vedette, en faisant rire le public, sans qu'elle ne se sente offusquée.[réf. souhaitée]
De nombreuses blagues s'appuient sur un type de personnages brocardés : les deux Marseillais Marius et Olive, les blondes, les Belges pour les Français, les Français pour les Belges, les Irlandais pour les Anglais, les Libyens pour les Tunisiens, Sheila et Bruce pour les Australiens, les Newfies pour les Canadiens, les Rednecks pour les Américains, les Brésiliens pour les Argentins, etc. Des blagues visant un groupe ethnique particulier peuvent, à l'occasion, être considérées comme racistes.

## Typologie
- Jeu de mots / Calembour
- Philogelos
- Conte de mensonge
- Comique de répétition (running gag)
- Blague raciste
- Blague de papa
- Blague de Toto
- Gag visuel
- Paf le chien
- Monsieur et Madame… ont un fils
- Vous avez deux vaches
- Ta mère
- Pourquoi le poulet a-t-il traversé la route ?
- Pas de bras, pas de chocolat
- Chuck Norris Facts
- Blague de Bardakçı Baba

## Meilleure blague du monde
Une étude réalisée en 2001 par le psychologue Richard Wiseman en Angleterre a permis d'identifier une blague, considérée comme étant la blague la plus drôle du monde, c'est-à-dire qui fait rire ou sourire universellement dans tous les pays du monde, la blague des chasseurs.
Cette étude permet aussi de mettre en évidence la longueur idéale d'une blague : 103 mots, et quelques particularités régionales. Par exemple les français, belges et danois apprécient l'humour absurde.

## Domaines d'usage

### Littérature
Dans sa nouvelle de science-fiction Le Plaisantin, initialement publiée en 1956 sous le titre Jokester, Isaac Asimov développe l'idée que le sens de l'humour et un stock de blagues originel ont été implantés chez les humains par des extra-terrestres afin d'étudier leur psychologie. L'un des arguments est le fait avéré que certaines blagues se sont transmises, inchangées dans leur structure, depuis des millénaires.

### Science

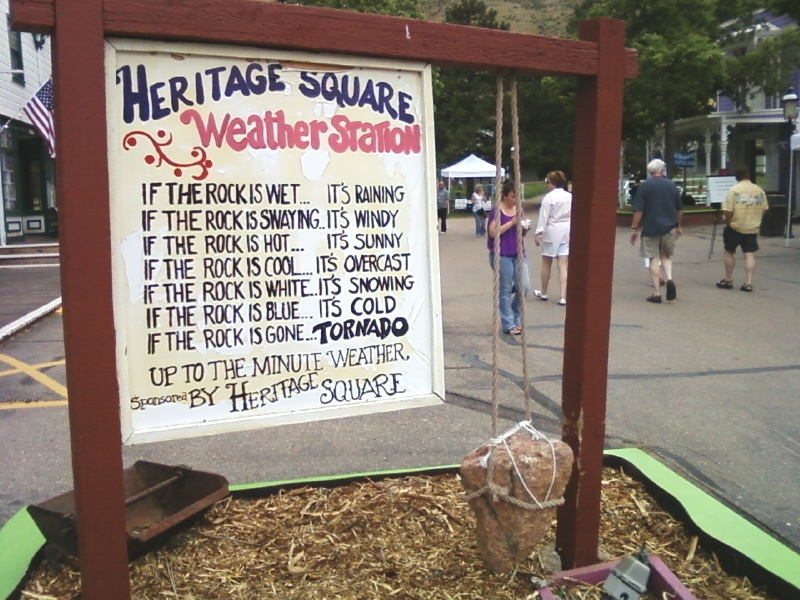
Prévision humoristique.

Plusieurs blagues concernent les sciences et les scientifiques. Par exemple, en météorologie, différentes formes de stations météorologiques humoristiques se moquent de la technologie complexe utilisée dans la prévision météorologique moderne et de son imperfection. Généralement une roche est suspendue à un trépied et accompagnée d'un panneau indiquant comment le lire :
- Si la roche est mouillée, il pleut ;
- Si la roche se balance, il vente ;
- Si la roche projette une ombre, le soleil brille ;
- Si la roche ne projette pas d'ombre et n'est pas mouillée, le ciel est nuageux ;
- Si la roche est difficile à voir, c'est qu'il y a du brouillard ;
- Si la roche est blanche, il neige ;
- Si la roche est disparue, gare à la tornade.

### Politique
Des blagues politiques (ou gags politiques) sont également courantes. Coluche popularisa, avec la création de son personnage de candidat à l'élection présidentielle Coluche le candidat, le concept de « blague politique », qui consiste en des plaisanteries destinées à dénoncer des abus et des dérives du pouvoir politique et à désacraliser le politique et les hommes politiques. Georges Marchais et François Mitterrand ont également été la cible de blagues politiques.
Par ailleurs, la blague politique est une forme de protestation politique : Georges Marchais, François Mitterrand, Jacques Chirac et Nicolas Sarkozy ont été la cible de nombreux monologues humoristiques, parfois virulents (par exemple, François Hollande a été qualifié de « chose » par Dieudonné).